# Apanteles clavatus
Apanteles clavatus är en stekelart som först beskrevs av Léon Abel Provancher 1881.  Apanteles clavatus ingår i släktet Apanteles och familjen bracksteklar. Inga underarter finns listade i Catalogue of Life.